# 浅香唯 ザ・ベスト
『浅香唯 ザ・ベスト』（アサカユイ - ）は、2013年11月8日にリリースされた、浅香唯のベスト・アルバムである。発売元はワーナーミュージック・ジャパン。規格品番：WQCQ-465。

## 解説
1985年に発売されたデビューシングル『夏少女』から1990年に発売された19枚目のシングル『Self Control』の中からシングルA面全18曲（浅香唯名義17曲+風間三姉妹名義1曲）が収録された廉価版ベスト・アルバム。
CD許容時間の兼ね合いで、今作未収録となったシングルは『ふたりのMoon River』『ヤッパシ…H!』の2曲である（同じシングル・ベスト・アルバムの『シングル・コレクション』、『CRYSTALS 〜25th Anniversary Best〜』には収録）。
2010年に発売された『CRYSTALS 〜25th Anniversary Best〜』に収録される際にリマスタリングされた音源を今作でも使用しているため、80年代や90年代にCDで発売されたアルバムと比べると格段と音がよくなっている。
歌詞カードには各シングルのジャケット写真（モノクロ）と発売日、オリコン順位が記載されている。
浅香の1枚組のアルバムとしてはオリジナルもベストを通して最多収録のアルバムとなっている。

## 収録曲
楽曲の詳細は各項目を参照のこと。
1. 夏少女（3:32）
2. コンプレックスBANZAI!!（3:23）
3. 10月のクリスマス（3:50）
4. STAR（3:27）
5. 瞳にSTORM（4:10）
6. 虹のDreamer（3:32）
7. Believe Again（4:07）
8. C-Girl（4:17）
9. セシル（4:26）
10. Melody（4:09）
11. TRUE LOVE（4:19）
12. NEVERLAND 〜YAWARA!メインテーマ〜（4:32）
13. 恋のロックンロール・サーカス（3:37）
14. DREAM POWER（4:51）
15. Chance!（4:24）
16. ボーイフレンドをつくろう（4:32）
17. Self Control（4:16）
18. Remember（3:46）
風間三姉妹名義。

## 関連作品
浅香唯のベスト・アルバム
Present
Thanks a lot
シングル・コレクション
究極のベスト! 浅香唯
CRYSTALS 〜25th Anniversary Best〜